# Kanelbröstad todityrann
Kanelbröstad todityrann (Hemitriccus cinnamomeipectus) är en fågel i familjen tyranner inom ordningen tättingar.

## Utbredning och systematik
Fågeln förekommer från södra Ecuador (Cordillera del Condor) till norra Peru (San Martín). Den behandlas som monotypisk, det vill säga att den inte delas in i några underarter.

## Status
IUCN kategoriserar arten som livskraftig.